# Шавкат Мирзийоев
Шавкат Миромонович Мирзийоев (на узбекски: Шавкат Мирзиёев или Shavkat Mirziyoyev) е узбекистански политик, президент на Узбекистан от 2016 г., преди това министър-председател на страната (2003 – 2016).

## Биография
През 1981 г. Мирзийоев завършва Ташкентския институт за иригации и мелиорации. Притежава докторска степен по техническите науки.

### Управител
Управител (хаким) на Джизакска област от 1996 до септември 2001 г., после на Самаркандска област от септември 2001 г. до назначаването му за премиер (2003). Номиниран е за министър-председател от президента Ислам Каримов на 12 декември 2003 г. и одобрен от узбекския парламент. Той заменя премиера Уткир Султонов.

### Премиер
Мирзийоев и Хан Мьонг-Сук, премиерът на Южна Корея, се срещат в Ташкент на 25 септември 2006 г. Подписват няколко споразумения, включително за сделка, по която Узбекистан ще доставя 300 тона уранова руда в Южна Корея всяка година от 2010 до 2014 г. Договорът не зависи от американските компании, които действат преди това като посредници за внос на узбекистанската уранова руда в Южна Корея. Тук се среща и с президента Ислам Каримов и председателя на парламента Еркин Халилов. Сук и Мирзийоев подсилват сътрудничеството в секторите на енергетиката, селското стопанство, строителството, архитектурата и информационните технологии. Търговията между Южна Корея и Узбекистан се увеличава с почти 40% между 2005 г. и 2006 г. до $565 000 000.

### Президент
Като член на елита в Самарканд, той е нареждан сред водещите потенциални наследници на Ислам Каримов за президент на Узбекистан. Твърди се, че Мирзийоев имал приятелски отношения със съпругата на президента Татяна Каримова и с председателя на Съвета за национална сигурност Рустам Иноятов.
След смъртта на Каримов на 2 септември 2016 г. Мирзийоев е назначен за председател на организационния комитет на погребението на президента. Това се приема като знак, че именно той ще наследи Каримов като президент.
Председателят на сената Нигматила Йълдашев, по конституцията временен наследник на починалия държавен глава, на 8 септември 2016 г. си прави самоотвод и предлага Мирзийоев за временен президент заради „дългогодишния му опит“. Същия ден Мирзийоев е назначен от Оли Мажлис за временен президент на съвместно заседание на двете камари на парламента.
Избирателната комисия обявява на 16 септември същата година, че Мирзийоев ще участва на президентските избори през декември 2016 г. като кандидат на Либерал-демократичната партия на Узбекистан. На 5 декември 2016 г. Мирзийоев става втория президент на Узбекистан, след като печели 90,29% от гласовете на президентските избори, като за него гласуват 15 906 724 души.
Очаква се, че Мирзийоев ще подобри отношенията с Киргизстан и Таджикистан.
През октомври 2021 г. Шавкат Мирзийоев беше преизбран за президент на Узбекистан, получава 12 988 964 гласа или 80,31% от гласовете.